# Syntryck
Syntryck är Lars Lerins personliga bokförlag, på vilket han givit ut flertalet av sina böcker.

## Utgivning
- Vinterbrev (Syntryck 1984)
- Lejonen på Delos såg jag aldrig (Syntryck 1986)
- Mostrarnas tid (Syntryck 1986)
- Snigelsommar (Syntryck 1987)
- Stillbilder (Syntryck 1987)
- tysk land (Syntryck 1988)
- Axels rum (Syntryck 1989)
- Här slutar allmän väg (Syntryck 1989)
- Paris november (med Yngve Henriksen) (Syntryck 1990)
- Sydishav (Syntryck 1990)
- Mot kvällen uppklarnande (Syntryck 1991)
- Fjaera (Syntryck 1991)
- Tillbaka (Syntryck 1993)
- Utrikes (Syntryck 1993)
- Anlöp (Syntryck 1994)
- Träsnitt: Mostrarnas tid (Syntryck 1994)
- Hemtrakter (Syntryck 1997)
- I halvlyset (Syntryck 1997)
- Julkort från Istanbul (med Yngve Henriksen, Syntryck 1997)
- Snø (Syntryck 1997)
- Vid skogens slut (Syntryck 1998)
- Axels väg (Syntryck 1999)
- Fjord (Syntryck 1999)
- Skyet eller delvis skyet (Syntryck 1999)
- Till minne (Syntryck 1999)
- Nattblock (Syntryck 2000)
- Mördande inspiration (Syntryck 2001)
- Typiskt Skottland (Syntryck 2003)
- Kobok (Syntryck 2003)
- Det tysta köket (Syntryck 2003/2010)